# 楊纂 (北周)
楊 纂（よう さん、512年 - 578年）は、中国の北魏から北周にかけての軍人・政治家。本貫は広寧郡。

## 経歴
北魏の北道都督・朔州鎮将の楊安仁の子として生まれた。若くして軍隊に入り、騎射を得意とした。531年、信都で高歓の起兵に従い、軍功により安西将軍・武州刺史となった。功績のわりに賞与の薄いのに不満を持った。535年、西魏が建国されると、楊纂は間道を通って西魏に帰順した。征南将軍・大都督となり、永興県侯に封ぜられ、通直散騎常侍の位を加えられた。
宇文泰の下で洛陽の包囲を解き、河橋の戦いや邙山の戦いでは先頭に立って戦った。使持節・車騎大将軍・儀同三司・散騎常侍となり、驃騎大将軍・開府儀同三司に進み、侍中を加えられ、爵位は公に進んだ。莫胡盧氏の姓を賜った。まもなく岐州刺史に任ぜられた。557年、北周が建国されると、爵位は宋熙郡公に進んだ。561年、位は大将軍に進み、隴東郡公に改封され、隴州刺史に任ぜられた。563年、随国公楊忠の下で東征に従軍し、并州までいたって帰還した。571年、柱国大将軍に進み、華州刺史に転じた。
楊纂は文字を知らなかったが、前後して刺史職をつとめ、信義を押したて、その思いやりのため官吏になつかれた。578年、華州で死去した。享年は67。
子の楊睿が後を嗣ぎ、上柱国・漁陽郡公となった。

## 伝記資料
- 『周書』巻36 列伝第28
- 『北史』巻67 列伝第55